# شهرستان آرمیزونسکی
شهرستان آرمیزونسکی (به لاتین: Armizonsky District) یک شهرستان در روسیه است که در استان تیومن واقع شده‌است.